# Ataque militar
O ataque (também chamado de assalto) é uma operação ofensiva destinada a conquistar um objectivo claramente definido e que deve ser cuidadosamente idealizada, planeada, preparada, executada e continuada, com o máximo de controle possível e o máximo de análise das contingências e circunstâncias variáveis. A coordenação exigida entre os meios de manobra (infantaria e cavalaria), apoio de fogos (artilharia), apoio aéreo e apoio de combate (engenharia e comunicações) leva a que se refere muitas vezes essa operação como ataque coordenado.